# ابن شاشة
ابن شاشة (1055 هـ - 1128 هـ) عبد الرحمن بن محمد بن عبد الرحمن ابن يوسف بن أحمد بن محمود الذهبي الدمشقي المعروف بابن شاشة سافر ودار البلاد قدم اليمن وسكن بيت الفقيه وتوفي سنة 1128 هـ.

## كتبه
تصانيفه:
- روضة فيما وقع في الخال.
- غاية المرمى في علم المعمي.
- الفوائح المكية والروائح المسكية في تراجم أدباء عصره.
- نفحات الأسرار المكية ورشحات الأفكار الذهبية.
- تراجم بعض أعيان دمشق